# Psilosticha barypasta
Psilosticha barypasta är en fjärilsart som beskrevs av Turner 1947. Psilosticha barypasta ingår i släktet Psilosticha och familjen mätare. Inga underarter finns listade.